# Walter Bauer (teologo)
Walter Bauer (Königsberg, 8 agosto 1877 – Gottinga, 17 novembre 1960) è stato un teologo, lessicografo e grecista tedesco, di fede luterana.
Fu uno studioso del Nuovo Testamento e delle origini del cristianesimo.

## Biografia
Trascorse l'infanzia a Marburgo, dove il padre era docente. Dopo aver studiato teologia nelle Università di Marburgo, Strasburgo e Berlino, Bauer divenne professore dapprima a Breslavia e, successivamente, a Gottinga, dove rimase per il resto della sua vita.

## Opere
Nel libro intitolato Rechtgläubigkeit und Ketzerei im ältesten Christentum, Bauer mosse una critica radicale alla tesi universalmente accettata, secondo la quale fin dal tempo del cristianesimo primitivo esistette un'autorità ecclesiastica ritenuta depositaria della verità e dell'ortodossia della fede, pur affermando che essa non era priva di fondamenti. Bauer sostenne che intere regioni dell'impero erano cadute sotto il controllo degli eretici, motivo per il quale nei primi secoli l'eresia non può essere considerata una forma di fede secondaria all'ortodossia e ad essa subordinata, bensì una manifestazione originale del primo cristianesimo.
Robert A. Kraft, traduttore di Bauer, descrisse il suo stile di scrittura sofisticato e ricco di sfumature, con le seguenti parole:
(Robert A. Kraft,  Orthodoxy and Heresy in Early Christianity (Prefazione))
Bauer concluse che quella che divenne nota come ortodossia era solo una delle numerose forme di cristianesimo nei primi secoli. Secondo lui, fu probabilmente la forma di cristianesimo praticata nel IV secolo, quella che determinò lo sviluppo dell'ortodossia ed esercitò la propria autorità sulla maggioranza dei convertiti dei secoli a venire. Secondo Bauer, il potere spirituale della Chiesa sarebbe nato contestualmente all'affermazione della sua autorità temporale: la conversione di Costantino I accrebbe significativamente il complesso di risorse materiali spese al servizio dei cristiani di Costantinopoli, la capitale dell'impero romano orientale da lui fondata. Secondo Bauer, i seguaci dell'ortodossia imperiale neocristiana del IV secolo avrebbero riscritto la storia del conflitto con i Romani, impegnandosi a distruggere sistematicamente le opere e le prove storiche della tesi opposta, in modo tale da far risultare che la dottrina conciliare del IV secolo fosse stata quella maggioritaria ininterrottamente a partire dalla morte e resurrezione di Gesù.
Ponendosi in contraddizione con quasi 1600 anni di scritti sulla Storia della Chiesa, le conclusioni di Bauer furono accolte da un forte scetticismo all'interno della comunità scientifica di accademici cristiani, e in modo particolare da parte di Walther Völker.

L'isolamento culturale della Germania nazista precluse una più ampia diffusione delle idee di Bauer fino al secondo dopoguerra; a livello internazionale, continuò ad essere conosciuto esclusivamente come l'autore del monumentale Wörterbuch zu den Schriften des Neuen Testament, che divenne uno standard degli studi neotestamentari.